# Tomonori Hirayama
Tomonori Hirayama (平山 智規, Hirayama Tomonori) est un footballeur japonais né le 9 janvier 1978.